# 東方叉吻魴鮄
東方叉吻魴鮄，為輻鰭魚綱鮋形目牛尾魚亞目黃魴鮄科的其中一種，分布於西太平洋區，包括日本土佐灣、東海、新喀里多尼亞、菲律賓、印尼等海域，棲息深度497-510公尺，體長可達15.7公分，為底棲性魚類，屬肉食性，生活在大陸坡。
其种加词“orientalis”意为“东方的”。